# Цуркану, Эуджен
Эуджен Цуркану (рум. Eugen Țurcanu; 8 июля 1925, Плэтиниш, Королевство Румыния — 17 декабря 1954, тюрьма Жилавы, Румынская Народная Республика) — румынский легионер и коммунист, заключённый 1948—1954. Сотрудничал с тюремной администрацией и Секуритате, участвовал в «эксперименте перевоспитания» — политико-идеологическом насилии над заключёнными. Был известен садистской жестокостью и демонстративным беспределом. После скандальной огласки вторично осуждён и расстрелян.

## Из легионеров в коммунисты
Родился в многодетной семье лесника. Местом рождения считается селение Плэтиниш в жудеце Сучава, хотя сам Эуджен Цуркану называл Кымпулунг-Молдовенеск, где окончил среднюю школу. Придерживался националистических взглядов, с пятнадцатилетнего возраста примыкал к ультраправой Железной гвардии, поддерживал легионерский мятеж в январе 1941.
Женился на дочери адвоката-легионера. В браке с Олтей Сагин имел дочь Елену. Семейная связь осложнила политическое положение Эуджен Цуркану. Высокостатусный адвокат Лазэр Сагин, лидер кымпулунгской Железной Гвардии, не одобрял выбора Олти и не признавал зятем выходца из крестьян. Это создавало враждебность в отношениях Цуркану с легионерами.
После румынского переворота 23 августа 1944 Эуджен Цуркану резко сменил идеологию и политическую ориентацию. В 1945 он вступил в румынский комсомол, в 1947 — в правящую Румынскую коммунистическую партию (РКП). Поступил на юридический факультет Ясского университета, состоял в факультетском партбюро. Был направлен в Бухарест с перспективой зачисления в штат министерства иностранных дел.

## Тюремный беспредельщик
Многообещающее начало коммунистической карьеры Эуджена Цуркану прервалось арестом 25 июня 1948. Секуритате внезапно предъявила ему прежнее участие в антикоммунистической Железной гвардии. В феврале 1949 военный трибунал в Яссах приговорил Цуркану к семи годам заключения.
В тюрьме Сучавы Эуджен Цуркану присоединился к группе бывших легионеров, «вставших на путь исправления» и сотрудничающих с администрацией. Участвовал в создании «Организации заключённых коммунистических убеждений». В апреле 1949 Цуркану перевели в тюрьму Питешти, где проводился эксперимент «перевоспитания». Эуджен Цуркану по своей инициативе вышел на директора тюрьмы полковника Александру Думитреску и предложил сотрудничество тюремной администрации. Предложение было принято. По линии Секуритате Цуркану курировал руководитель политотдела тюрьмы Ион Марина, командированный из Бухареста.
Первоначально Цуркану действовал как внутренний информатор — выявлял авторитетных политзаключённых, доносил об их связях и планах. Далее он перешёл к силовому давлению на заключённых. Вокруг него сформировалась группа «активистов», получившая от администрации санкцию на насилие.
В ходе порядке «эксперимента Питешти» от политических заключённых — прежде всего легионеров, студентов и молодёжных активистов требовали униженного признания власти РКП, публичного отказа от своих идей, политических убеждений и религиозной веры. Их подвергали особенно жестоким физическим пыткам и моральному унижению. Впоследствии сам Цуркану описывал применяемые методы насилия: длительные избиения палками, постепенное выбивание зубов, удары головой о цементный пол, длительные подвешивания на дыбе и выстаивания в неподвижных позах. Несколько человек погибли после его избиений.
Среди жертв Цуркану наиболее известен девятнадцатилетний студент Корнел Ницэ, член антикоммунистической подпольной группы из Бакэу. 28 февраля 1950 Цуркану со своими активистами по заданию Секуритате требовал от Ницэ информации об убийстве советского солдата в Западной Молдавии. Он отвечал, что ничего не знает об этом. Неожиданная твёрдость юноши привела Цуркану в ярость. Ницэ был подвергнут садистским издевательствам, долгим пыткам, после чего и забит насмерть. Под обработку Цуркану попадал подпольщик Раду Чучану из MNRO Иоана Карлаонца, но сломать его не удалось.
Эуджен Цуркану быстро приобрёл репутацию беспредельщика, палача и садиста. Особенную жестокость проявлял к участникам антикоммунистического сопротивления и своим бывшим товарищам-легионерам. Цуркану внушал больший страх, нежели тюремное начальство. Сам он имел значительные преференции — лучшие условия проживания, повышенное питание, право выбора одежды, свободное передвижение по тюремной территории. Запомнился как спортивного вида шатен, очень сильный физически, умный, «с потрясающей памятью», но «настолько демоничный, что о нём не знаешь, что и думать».
Из Питешти Цуркану был переведён в тюрьму Герлы, потом в тюрьму Жилавы. Секуритате изменила постановку задачи — теперь от Цуркану требовалось выдавать себя за тайного легионера-антикоммуниста, уполномоченного Хориа Симы, на этом входить в доверие и выявлять подполье. Как утверждал сам Цуркану, ему удавалось узнавать местонахождения подпольных ячеек и складов оружия.

## Сдача и расстрел
Положение изменилось с 1952: «эксперимент Питешти» получил огласку, что по соображениям внешнеполитического имиджа было нежелательно для руководства РКП и РНР. В высшем партийно-государственном руководстве обострилась внутренняя борьба. Был отставлен и арестован глава МВД Теохари Джорджеску, в ведении которого находились Секуритате и тюремно-лагерная система. Началось «разоблачение злоупотреблений», был свёрнут «эксперимент Питешти». Эуджен Цуркану с его репутацией подходил для демонстративного наказания.
В 1954 Цуркану был арестован в тюрьме Жилавы по новым обвинениям. Ему предъявлялись несколько убийств, нарушавших тюремный распорядок (включая смерть Корнела Ницэ). Но главное обвинение состояло в «создании легионерской организации по указанию Хориа Сима для насилия над заключёнными с целью дискредитации властей». В обоснование была положена оперативная легенда, которую Цуркану использовал для обмана заключённых. Фактически Секуритате сдавала своего агента. Предполагалось привлечь по этому делу опальных руководителей РКП Анну Паукер и Василе Луку, но от этого намерения всё же отказались.
10 ноября 1954 суд под председательством Александру Петреску признал Эуджена Цуркану виновным и приговорил к смертной казни. 17 декабря 1954 Цуркану был расстрелян. Вместе с ним казнены ещё шестнадцать участников тюремных убийств. Впоследствии осуждены, но быстро амнистированы несколько чинов тюремного начальства, включая Александру Думитреску и начальника тюремной инспекции Секуритате Тудора Сепяну.
В современной Румынии Эуджен Цуркану воспринимается как крайний пример бесчеловечной жестокости, преступник-садист на службе тоталитарного режима. По деятельности его сравнивают с Йозефом Менгеле, по характеру — с Петром Верховенским. Олтя и Елена Цуркану с горечью осудили мужа и отца, отреклись от него и эмигрировали из Румынии.